# 1579
| 1579               |
| ------------------ |
| Dødsfald - Fødsler |
|                    |

| Gregoriansk kalender | 1579 MDLXXIX            |
| Ab urbe condita      | 2332                    |
| Armensk kalender     | 1028 ԹՎ ՌԻԸ             |
| Kinesiske kalender   | 4275 – 4276 戊寅 – 己卯 |
| Etiopisk kalender    | 1571 – 1572             |
| Jødisk kalender      | 5339 – 5340             |
| Hindukalendere       |                         |
| - Vikram Samvat      | 1634 – 1635             |
| - Shaka Samvat       | 1501 – 1502             |
| - Kali Yuga          | 4680 – 4681             |
| Iransk kalender      | 957 – 958               |
| Islamisk kalender    | 987 – 988               |

Konge i Danmark: Frederik 2. 1559-1588
Se også 1579 (tal)

## Begivenheder
- 25. januar – De syv nordlige provinser af Nederlandene opretter en forsvarsunion i Utrecht. Der er reelt tale om løsrivelse fra Spanien, og kong Filip 2. besvarer det med at udlove en pris for statholder Vilhelm 1. af Oranjes hoved.